# Krzysztof Patocki
Krzysztof Patocki (ur. 17 października 1971 w Garwolinie) – polski perkusista rockowy, realizator, producent muzyczny.
Rozpoczął karierę muzyczną w grupie Syndia. W latach 1993–1994 perkusista zespołu Human. Od 2003 do 2012 roku był członkiem zespołu Bracia. Był także perkusistą zespołu Energy oraz Seba (Piekarek, Gołąb i Gładysz). 16 kwietnia 2007 roku miała swą premierę debiutancka płyta zespołu pod tytułem Human. Później działalność zespołu Seba została zawieszona.
Jako muzyk sesyjny nagrywał płyty z takimi wykonawcami jak: Kasia Kowalska, Ryszard Rynkowski, Maryla Rodowicz, Edyta Bartosiewicz, Emigranci, Doda, Beata Kozidrak, Małgorzata Ostrowska, Sylwia Wiśniewska, Magda Femme, Justyna Steczkowska, Ewelina Flinta, Ewelina Lisowska, Kasia Rodowicz, Rafał Brzozowski. Wraz z Tomaszem Gołębiem jako pierwszy w Polsce wydał w 2007 roku szkołę gry na perkusji i gitarze basowej na płycie DVD pod tytułem Drums2Bass. 
Od czerwca do lipca 2006 był perkusistą zespołu Perfect (występował wtedy naprzemiennie ze Sławomirem Puchałą). Zastępował wówczas Piotra Szkudelskiego, który leczył złamaną rękę. Od kwietnia 2025, po reaktywacji, jest stałym perkusistą zespołu Perfect. 
Od 2011 roku jest realizatorem muzycznym w Studio Radio Lublin.
W latach 2014–2017 współpracował z zespołem Rezerwat.